# Jana Přibylová
Jana Přibylová (* 6. července 1939 Kladno) je česká výtvarnice a keramička, která se ve svém díle zabývá užitkovou i volnou keramikou se sochařskými prvky. Je členem Středočeského sdružení výtvarníků.

## Život
V roce 1959 dokončila v Bechyni Střední uměleckoprůmyslovou školu keramickou, obor výtvarná keramika. Od roku 1960 pracovala v podniku Tvar (Dílo), který náležel k Českému fondu výtvarných umění. Svou tvorbu prezentovala v prodejnách Díla pravidelně až do roku 1980. V letech 1971-1978 spolupracovala s Art Centrem Praha. Díky tomu jsou její práce zastoupeny v mnoha zahraničních sbírkách, především v Norsku. V letech 1980–1993 uspořádala dvě samostatné autorské výstavy v Unhošti a podílela se autorsky na dvou kolektivních výstavách v Kladně. Realizovala keramické žardiniéry pro zámek v Zahrádkách a pro Státní léčebné lázně Jáchymov. Dále vytvořila reliéfy pro mateřskou školu v Unhošti. Od roku 1991 se stala výtvarnicí ve svobodném povolání. Do roku 2001 byla majitelkou galerie v Unhošti.

## Společné výstavy
- 2003-2005 (každoročně) SSV: Členská výstava 2003, Rabasova galerie Rakovník, Rakovník
- 2006 SSV: Členská výstava 2006, Rabasova galerie Rakovník, Výstavní síň pod Vysokou bránou, Rakovník
- 2006 SSV: Členská výstava 2003, Rabasova galerie Rakovník, Rakovník
- 2006-2007 SSV: Členská výstava 2006, Městská galerie, Beroun
- 2007 SSV: Členská výstava 2007, Zámecká galerie města Kladna, Kladno
- 2008 SSV: Členská výstava 2008, Sbor českých bratří, Mladá Boleslav
- 2008 SSV: Členská výstava 2008, Zámecká galerie Chagall, Karviná
- 2008 SSV: Členská výstava 2008, Rabasova galerie Rakovník, Rakovník
- 2008 SSV: Členská výstava 2008, Městská galerie, Beroun

## Významná díla
- 1988 Torzo, šamot
- 1991 Dušička kamene, šamot
- 1996 Dušička kamene, šamot
- 1998 Poslední lístečky, šamot
- 2004 Váza, Mísa se zlaceným ovocem, glazovaný zlacený šamot